# Йорквілл (округ Онейда, Нью-Йорк)
Йорквілл (англ. Yorkville) — селище (англ. village) в США, в окрузі Онейда штату Нью-Йорк. Населення — 2657 осіб (2020).

## Географія
Йорквілл розташований за координатами 43°6′45″ пн. ш. 75°16′26″ зх. д. / 43.11250° пн. ш. 75.27389° зх. д. (43.112448, -75.273964).  За даними Бюро перепису населення США в 2010 році селище мало площу 1,74 км², уся площа — суходіл.

## Демографія
Згідно з переписом 2010 року, у селищі мешкало 2689 осіб у 1195 домогосподарствах у складі 672 родин. Густота населення становила 1546 осіб/км².  Було 1280 помешкань (736/км²).
Расовий склад населення:
| - 94,4 % — білих - 2,1 % — чорних або афроамериканців - 0,8 % — азіатів - 0,1 % — корінних американців - 1,0 % — осіб інших рас |

До двох чи більше рас належало 1,6 %. Частка іспаномовних становила 3,2 % від усіх жителів.
За віковим діапазоном населення розподілялося таким чином: 21,2 % — особи молодші 18 років, 65,1 % — особи у віці 18—64 років, 13,7 % — особи у віці 65 років та старші. Медіана віку мешканця становила 37,6 року. На 100 осіб жіночої статі у селищі припадало 95,4 чоловіків;  на 100 жінок у віці від 18 років та старших — 92,9 чоловіків також старших 18 років.
Середній дохід на одне домашнє господарство  становив 60 196 доларів США (медіана — 52 438), а середній дохід на одну сім'ю — 62 022 долари (медіана — 63 011). За межею бідності перебувало 12,0 % осіб, у тому числі 16,5 % дітей у віці до 18 років та 13,4 % осіб у віці 65 років та старших.
Цивільне працевлаштоване населення становило 1409 осіб. Основні галузі зайнятості: освіта, охорона здоров'я та соціальна допомога — 29,6 %, фінанси, страхування та нерухомість — 15,4 %, роздрібна торгівля — 14,1 %.